# Huttwil-Wolhusen-Bahn
| HWB-Zug mit Lokomotive Nr. 2 der LHB in Wolhusen |                      |                                               |                                               |
| Streckennummer (BAV): | 445                  |                                               |                                               |
| Fahrplanfeld: | 440                  |                                               |                                               |
| Streckenlänge: | 25.23 km             |                                               |                                               |
| Spurweite: | 1435 mm (Normalspur) |                                               |                                               |
| Stromsystem: | 15 kV 16,7 Hz ~      |                                               |                                               |
| Maximale Neigung: | 25 ‰                 |                                               |                                               |
| |                      |                                               |                                               |
| \| \| \| BLS (ex LHB) von Langenthal, Anfangspunkt S 7 \| \| \| \| \| ETB (ex RSHB) von Ramsei \| \| \| \| 0.00 \| Huttwil \| 638 m ü. M. \| \| \| \| ex VHB (HEB) nach Eriswil \| \| \| \| 1.80 \| Scheitelpunkt \| 663 m ü. M. \| \| \| 3.94 \| Gondiswil 2009 aufgehoben[1] \| 620 m ü. M. \| \| \| 3.96 \| Kantonsgrenze Bern-Luzern \| Kantonsgrenze Bern-Luzern \| \| \| 5.72 \| Hüswil \| 613 m ü. M. \| \| \| 7.60 \| Zell \| 588 m ü. M. \| \| \| 11.08 \| Gettnau \| 545 m ü. M. \| \| \| 12.21 \| Gettnau Güteranlage \| 535 m ü. M. \| \| \| 14.66 \| Willisau Anfangspunkt Endpunkt S 6 \| 554 m ü. M. \| \| \| 18.06 \| Daiwil 2004 aufgehoben[2] \| 577 m ü. M. \| \| \| 19.57 \| Menznau West \| 586 m ü. M. \| \| \| 20.59 \| Menznau \| 596 m ü. M. \| \| \| 23.62 \| Wolhusen Weid \| 601 m ü. M. \| \| \| \| SBB von (Bern–) Langnau Endpunkt S 6 \| \| \| \| 25.23 \| Wolhusen Flügelung S 6, Endpunkt S 7 \| 565 m ü. M. \| \| \| \| SBB nach Luzern, Endpunkt S 6 \| \| |                      |                                               |                                               |
| Strecke |                      | BLS (ex LHB) von Langenthal, Anfangspunkt S 7 | BLS (ex LHB) von Langenthal, Anfangspunkt S 7 |
| Abzweig geradeaus und von rechts |                      | ETB (ex RSHB) von Ramsei                      | ETB (ex RSHB) von Ramsei                      |
| Bahnhof | 0.00                 | Huttwil                                       | 638 m ü. M.                                   |
| Abzweig geradeaus und ehemals nach rechts |                      | ex VHB (HEB) nach Eriswil                     | ex VHB (HEB) nach Eriswil                     |
| Kulminations-/Scheitelpunkt | 1.80                 | Scheitelpunkt                                 | 663 m ü. M.                                   |
| ehemaliger Haltepunkt / Haltestelle | 3.94                 | Gondiswil 2009 aufgehoben                     | 620 m ü. M.                                   |
| Grenze | 3.96                 | Kantonsgrenze Bern-Luzern                     | Kantonsgrenze Bern-Luzern                     |
| Bahnhof | 5.72                 | Hüswil                                        | 613 m ü. M.                                   |
| Bahnhof | 7.60                 | Zell                                          | 588 m ü. M.                                   |
| Bahnhof | 11.08                | Gettnau                                       | 545 m ü. M.                                   |
| Dienststation / Betriebs- oder Güterbahnhof | 12.21                | Gettnau Güteranlage                           | 535 m ü. M.                                   |
| Bahnhof | 14.66                | Willisau Anfangspunkt Endpunkt S 6            | 554 m ü. M.                                   |
| ehemaliger Haltepunkt / Haltestelle | 18.06                | Daiwil 2004 aufgehoben                        | 577 m ü. M.                                   |
| Dienststation / Betriebs- oder Güterbahnhof | 19.57                | Menznau West                                  | 586 m ü. M.                                   |
| Bahnhof | 20.59                | Menznau                                       | 596 m ü. M.                                   |
| Haltepunkt / Haltestelle | 23.62                | Wolhusen Weid                                 | 601 m ü. M.                                   |
| Abzweig geradeaus und von rechts |                      | SBB von (Bern–) Langnau Endpunkt S 6          | SBB von (Bern–) Langnau Endpunkt S 6          |
| Bahnhof | 25.23                | Wolhusen Flügelung S 6, Endpunkt S 7          | 565 m ü. M.                                   |
| Strecke |                      | SBB nach Luzern, Endpunkt S 6                 | SBB nach Luzern, Endpunkt S 6                 |

Die Huttwil-Wolhusen-Bahn (HWB) war eine Eisenbahngesellschaft in der Schweiz mit Sitz in Willisau. Der Betrieb der am 9. Mai 1895 eröffneten normalspurigen Strecke Huttwil–Wolhusen wurde von der Langenthal-Huttwil-Bahn (LHB) geführt. Am 1. Januar 1944 wurde die HWB durch Fusion ein Teil der Vereinigten Huttwil-Bahnen (VHB), die heute ein Bestandteil der BLS AG ist.

## Geschichte

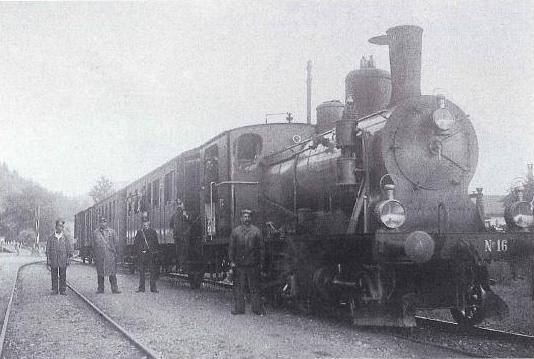
Zug der HWB mit Ed 3/4 16 um 1920 in Menznau

Die Initianten der Huttwil-Wolhusen-Bahn, es handelte sich vor allem um Politiker aus dem Amt Willisau, sahen ihr Projekt in den 1870er Jahren als Teil einer Transitachse, die Frankreich von Delle über Delémont, Balsthal, Langenthal, Huttwil, Wolhusen, Luzern und Stans auf kürzestem Weg mit der Gotthardbahn (GB) bei Altdorf verbinden sollte. Dieses Projekt der Jura-Gotthard-Bahn kam jedoch nicht zustande.
Kurze Zeit nach Eröffnung der Langenthal-Huttwil-Bahn (LHB) erhielt ein neues Initiativkomitee am 10. April 1890 die Konzession für die Strecke Huttwil–Wolhusen. Wichtigster Kapitalgeber der am 29. März 1893 gegründeten Bahngesellschaft war der Kanton Luzern. Zudem beteiligten sich der Kanton Bern und diverse Gemeinden an der Bahn. Die HWB übertrug am 23./24. Juni 1894 mit einem Vertrag den Betrieb und den Unterhalt ihrer Strecke Huttwil–Wolhusen der LHB, damit das Rollmaterial der beiden Bahngesellschaften durchgehend auf der ganzen Strecke Langenthal–Wolhusen eingesetzt werden konnte. Im Sommer 1893 wurde mit den Bauarbeiten begonnen. Die ursprünglich auf den 1. März 1895 vorgesehene Eröffnung verzögerte sich und der Betrieb konnte erst am 9. Mai 1895 aufgenommen werden.

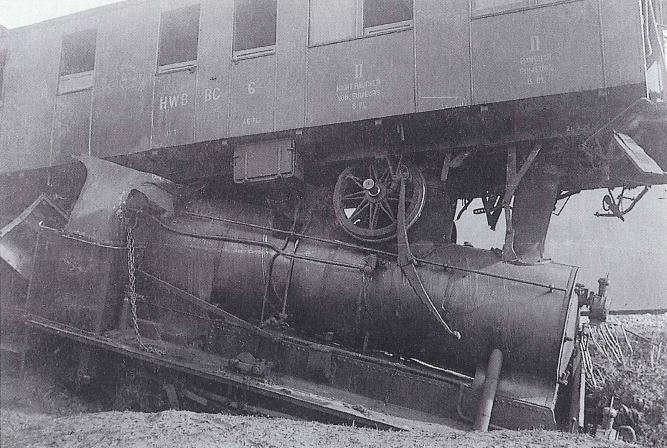
Eisenbahnunfall in Willisau am 20. März 1923 mit Lokomotive Ed 3/4 22 der RSBH und Zweit-/Drittklasswagen BC 6 der HWB

Die 1930 von der Bern-Neuenburg-Bahn übernommene Dampflokomotive Eb 3/4 erhielt bei der HWB die Nummer 4. Sie erwies sich jedoch als ungeeignet und wurde 1937 verschrottet. 1936 konnte die als Kastenlokomotive gebaute Dampflokomotive Ec 3/3 5 in Betrieb genommen werden. Diese als „Motorlokomotive“ bezeichnete leistungsfähige Maschine wurde einmännig bedient und ermöglichte einen sehr sparsamen Betrieb. Nach der Elektrifizierung kam sie zur Firma Sulzer, wo sie als Werklokomotive eingesetzt wurde. Heute ist sie im Besitz von der BLS Stiftung.
Damit die HWB für die Elektrifizierung Bundeshilfe erhielt, schloss sie sich am 1. Januar 1944 mit der LHB und der Ramsei-Sumiswald-Huttwil-Bahn (RSHB) zu den Vereinigten Huttwil-Bahnen (VHB) zusammen, die sogleich mit der Emmental-Burgdorf-Thun-Bahn (EBT) und der Solothurn-Münster-Bahn (SMB) eine Betriebsgemeinschaft mit dem Namen EBT-Gruppe bildete. Am 6. August 1945 konnte auf dem Abschnitt Huttwil–Hüswil der elektrische Betrieb aufgenommen werden. Seit dem 7. Dezember 1945 verkehren die Züge auf der ganzen Strecke bis Wolhusen elektrisch.

## Unfälle auf der Strecke Huttwil–Wolhusen
Am 20. März 1923 fuhr in Willisau ein Richtung Wolhusen ausfahrender Personenzug wegen falscher Weichenstellung auf ein Industriegeleise, überfuhr den Prellbock und stürzte die Böschung hinunter. Der Lokomotivführer fand den Tod, neun Passagiere wurden verletzt.
Am 6. Juni 2000 stiess in Hüswil wegen einer falsch gestellten Weiche ein RBDe 4/4 II-Pendelzug in einen Schotterzug. Der Unfall kostete einem Bahnarbeiter das Leben. Der Triebfahrzeugführer des Pendelzugs und drei weitere Personen wurden verletzt. Die Station Hüswil war nur mit Handweichen ohne signalabhängige Fahrstrassen ausgerüstet. Somit konnten nach dem Öffnen des Einfahrsignals die Weichen weiterhin umgelegt werden.

## Betrieb

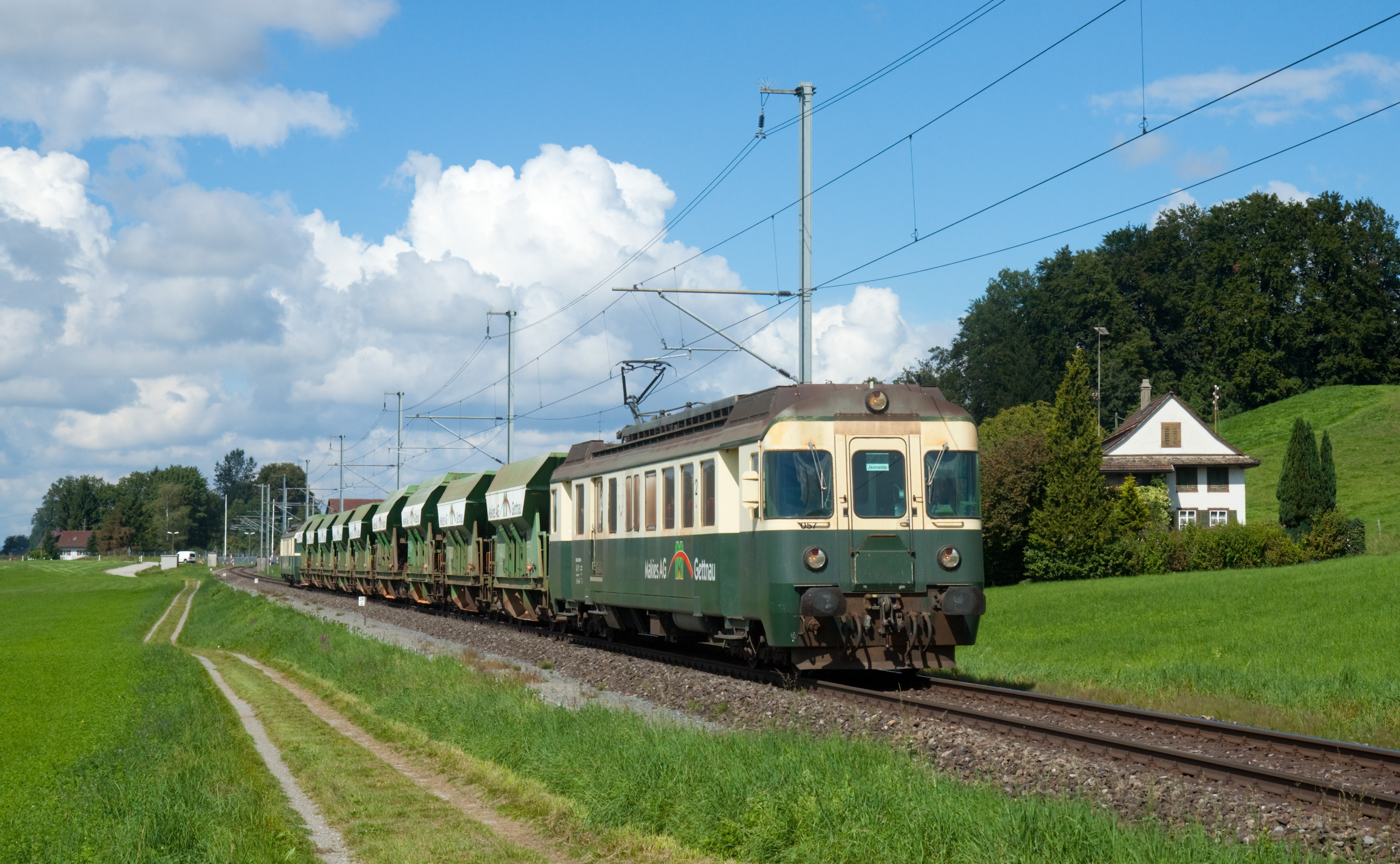
Makies-Kieszug mit BDe 576 057 und 056. Die Triebwagen sind von der gleichen Bauart wie die 1966 von den VHB beschafften BDe 4/4 251 und 252, haben aber (teilweise) eine andere Stirnfront.

Die Strecke Wolhusen–Huttwil wird im Stundentakt von der S6 der S-Bahn Luzern, die zwischen Luzern und Langenthal als Teil eines Flügelzugs verkehrt, bedient. Der andere Zugteil fährt ab Wolhusen weiter durchs Entlebuch nach Langnau. Des Weiteren verkehrt zwischen Willisau und Wolhusen die S7, welche gekuppelt mit dem RegioExpress Bern–Luzern bis nach Luzern durchgebunden wird. An Wochentagen wird die S7 teilweise bis Langenthal geführt, sodass ein durchgängiger Halbstundentakt auf der Strecke besteht. Ebenfalls wochentags verkehrt in der Hauptverkehrszeit die S77 zwischen Luzern und Willisau. Alle Linien werden von der BLS mit RABe 525 Nina und RABe 535 Lötschberger betrieben.
Nach wie vor spielt auch der Güterverkehr eine wichtige Rolle. Die Firma Makies transportiert Kies von Zell zum Kieswerk in Gettnau. Sie hatte zu diesem Zweck vier Triebwagen BDe 4/4 von der Südostbahn übernommen, wobei einer als Ersatzteilspender diente. Seit dem 8. Dezember 2006 erleichtert die Doppelspur Gettnau–Gettnau Güteranlage, welche betrieblich Teil des Bahnhofs Gettnau ist, die Betriebsabwicklung.